# Wanyin
Wanyin és un estat dels Estats Shan dins l'estat Shan de Myanmar. Té uns 352 km². La capital és Wanyin a la vall de Nam Pawn, a uns 50 km al sud de Hopong. Cultius d'arròs. Té muntanyes de vora 2.500 metres d'altura. La població està formada per shan i taungthu. El principat va participar en la Confederació d'estats Shan contra els britànics del 1886, i el 1887 va quedar sotmès al protectorat. El príncep fou reconegut sawbaw. El 1959 va abdicar com la resta de prínceps shan i els principats esdevingueren repúbliques poc favorables a mantenir la unió amb Birmània.